# Dongfeng Motor Company
Dongfeng Motor Company Limited ist ein Automobilhersteller mit Sitz in Wuhan in der Volksrepublik China. Es handelt sich um ein 50:50 Joint Venture von Dongfeng Motor Corporation und Nissan. Produziert werden Pkw unter dem Markennamen Nissan und Nutzfahrzeuge als Dongfeng. Aktuell werden die Pkw Nissan Altima, Nissan Lannia, Nissan Sylphy,  Nissan Tiida, Nissan Kicks, Nissan Murano, Nissan Qashqai, Nissan Terra und Nissan X-Trail hergestellt. Seit 2012 produziert die Dongfeng Motor Company Limited auch in China selbst entwickelte Fahrzeuge der Marke Venucia.

## Geschichte, Unternehmensentwicklung
Dongfeng Motor Company Limited wurde offiziell am 9. Juni 2003 gegründet und begann den Betrieb am 1. Juli 2003. Der Sitz des Unternehmens wurde 2006 von Shiyan nach Wuhan verlegt. Im September 2010 stellte Dongfeng Motor Company Limited die neue Automobilmarke Venucia, chinesisch „Qi Chen“ vor, welche im Gegensatz zu den anderen Produkten, aus in China entwickelten Fahrzeugen speziell für den heimischen Markt produziert bestehen. Im Juli 2011 kündigten die Dongfeng Motor Corporation und Nissan an, zusätzlich 50 Milliarden Yuan (8 Milliarden US-Dollar) in Dongfeng Motor Company Limited bis 2015 zu investieren. Damit soll der Plan zur Umsatzsteigerung von rund 1,3 Millionen Fahrzeuge im Jahr 2010 auf über 2,3 Millionen Einheiten verwirklicht werden. Im April 2012 wurde bekannt gegeben, dass Dongfeng Motor Company ab 2014 auch Fahrzeuge aus der Palette von Nissans Luxusmarke Infiniti für China produzieren wird. Zu nennen sind hier eine Langversion des Infiniti Q50 sowie die zweite Generation des Infiniti QX50.
Im Juni 2012 gab Dongfeng Motor Company bekannt, 5 Milliarden Yuan (US-Dollar 793.000.000) in den Bau einer neuen Fertigungsstätte in Dalian im Nordosten Chinas zu investieren für die Produktion von Nissan-Fahrzeugen. Das Werk soll die Produktion im Jahr 2014 beginnen mit einer anfänglichen Jahreskapazität von 150.000 Fahrzeugen und später 300.000 Fahrzeuge.
Im ersten Quartal des Jahres 2017 wurde bekannt, dass Dongfeng Motor Company die Absicht hegen würde, eine Elektroauto-Submarke namens "Jun Feng" zur Marke "Dongfeng" zu etablieren, was einige Zeit später dann auch geschah. So ist ungefähr im Jahr 2018 der „Dongfeng Jun Feng ER30 Skio BEV“ auf den Markt gekommen, der auf dem „Dongfeng Nissan Kai Chen R30“ basiert.

## Unternehmensabteilungen
- Passenger Vehicle Company, Dongfeng Motor, Produktion von Nissan Modellen
- Commercial Vehicle Company, Dongfeng Motor, Produktion von Nissan Nutzfahrzeugen
- Dongfeng Automobile, Produktion von Dongfeng Modellen
- Parts & Components Business Unit, Dongfeng Motor, Ersatzteil- und Komponentenherstellung
- Equipment Company, Dongfeng Motor, Innenausstattung und Zubehör, Entwicklung und Produktion
- Fengdu, Submarke des Unternehmens
- Nammi, eigene Marke des Unternehmens
- Venucia, eigene Marke des Unternehmens
- Voyah, eigene Marke des Unternehmens
- Jun Feng, eigene Submarke des Unternehmens für Elektroautos